# Marije van Hunenstijn

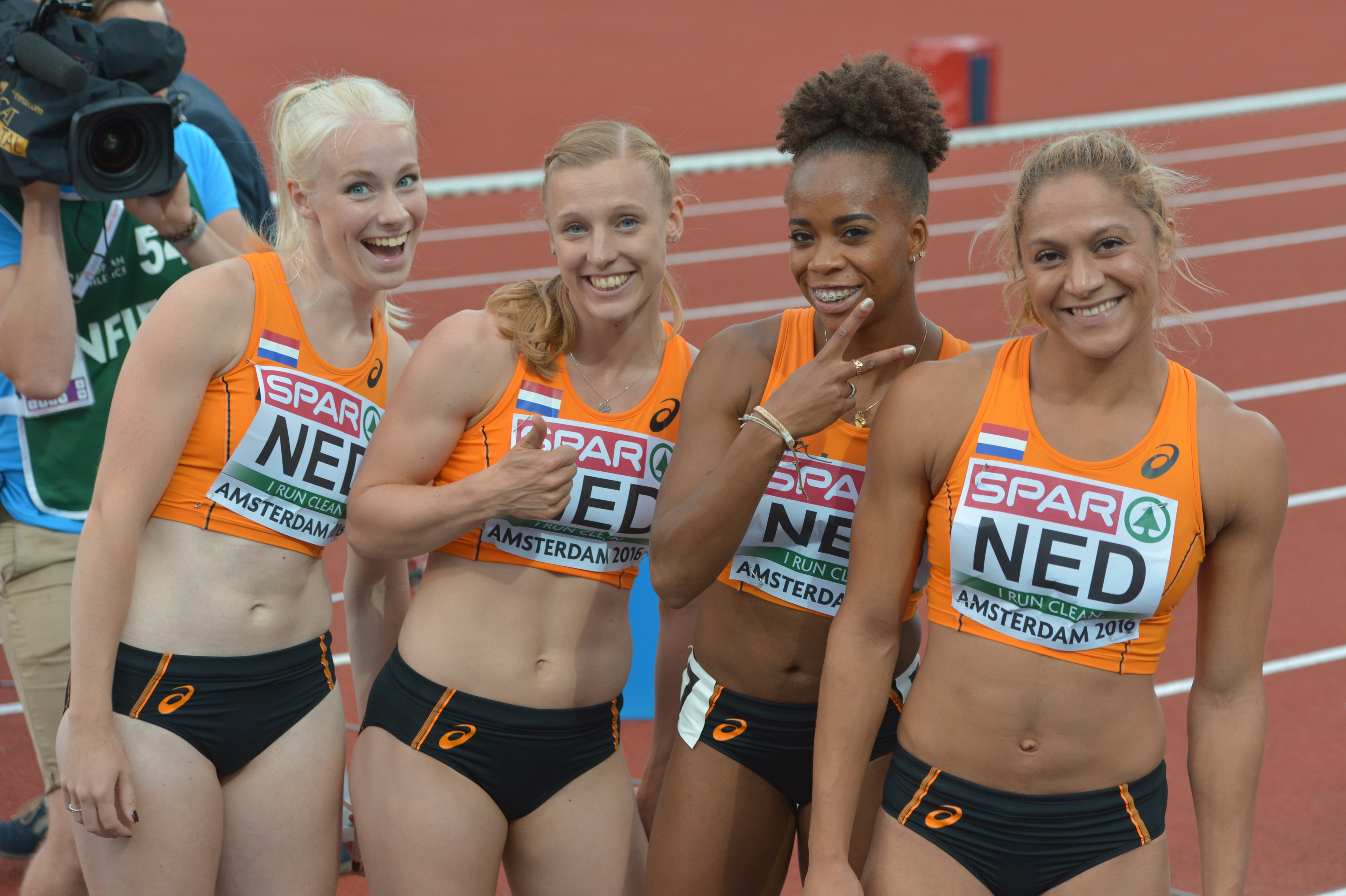
Marije van Hunenstijn (links) nam in de series van de 4 x 100 m tijdens de EK van 2016 de plaats in van Dafne Schippers.

Marije van Hunenstijn (Apeldoorn, 2 maart 1995) is een Nederlandse atlete, die zich heeft toegelegd op de sprint. Daarnaast komt zij ook goed uit de voeten op de 100 m horden en is zij sinds jaar en dag een vaste waarde in de nationale ploeg op de 4 × 100 m estafette. Zij werd driemaal uitgezonden naar de Olympische Spelen, waar zij tweemaal daadwerkelijk aan deelnam.

## Loopbaan

### Eerste internationale ervaring
Van Hunenstijn deed haar eerste internationale ervaring op tijdens de wereldjuniorenkampioenschappen van 2014 in Eugene, waar zij deelnam aan de 100 m en de 4 × 100 m estafette. Op de individuele sprint werd zij zevende in haar serie. Op de estafette eindigde het Nederlandse team met Van Hunenstijn in de gelederen met 45,29 s als derde in haar serie en kwam hiermee net iets te kort om door te dringen tot de finale.
Een jaar later werd Marije van Hunenstijn uitgezonden naar de Europese kampioenschappen U23 in het  Estse Tallinn, als reserve voor de 4 × 100 m estafetteploeg. De ploeg, die bestond uit Sacha van Agt, Naomi Sedney, Tessa van Schagen en Eefje Boons, wist de vierde plaats te veroveren in 44,46 s. Van Hunenstijn hoefde niet in actie te komen.

### Succes op EK
In 2016 maakte Van Hunenstijn indruk op de NK door op de 100 m als vierde te eindigen in haar persoonlijk beste tijd van 11,64. Naomi Sedney (eerste in 11,44), Tessa van Schagen (tweede in 11,53) en Tasa Jiya (derde in 11,59) bleven haar voor. Deze prestatie had tot resultaat, dat de Apeldoornse atlete werd aangewezen als een van de reserves van de nationale ploeg op de 4 × 100 m estafette die zou aantreden op de Europese kampioenschappen in Amsterdam. Op dit toernooi werd Van Hunenstijn in de series daadwerkelijk ingezet in plaats van Dafne Schippers, die werd gespaard voor de finale. Het Nederlandse viertal wist zich in haar serie te plaatsen voor die finale en dat leverde Nederland, ditmaal met Dafne Schippers in de gelederen, ten slotte de overwinning op in 42,04, een Nederlands record. Het gevolg van dit succes was, dat Marije van Hunenstijn eveneens werd geselecteerd als reserve voor de Nederlandse estafetteploeg die werd uitgezonden naar de Olympische Spelen in Rio de Janeiro.
Van Hunenstijn komt uit voor de Vughtse atletiekvereniging Prins Hendrik.

## Kampioenschappen

### Internationale kampioenschappen
| Onderdeel | Titel              | Jaar |
| --------- | ------------------ | ---- |
| 4 × 100 m | Europees kampioene | 2016 |

### Nederlandse kampioenschappen
Indoor
| Onderdeel | Jaar       |
| --------- | ---------- |
| 200 m     | 2024, 2025 |

## Persoonlijke records
Outdoor
| Onderdeel    | Prestatie          | Datum        | Plaats            |
| ------------ | ------------------ | ------------ | ----------------- |
| 100 m        | 11,13 s (+1,9 m/s) | 30 juni 2019 | La Chaux-de-Fonds |
| 200 m        | 22,86 s (+1,4 m/s) | 14 juli 2024 | La Chaux-de-Fonds |
| 100 m horden | 13,99 s (+1,9 m/s) | 22 juni 2014 | Gemert            |

Indoor
| Onderdeel   | Prestatie | Datum            | Plaats     |
| ----------- | --------- | ---------------- | ---------- |
| 60 m        | 7,31 s    | 4 februari 2019  | Düsseldorf |
| 200 m       | 23,10 s   | 18 februari 2024 | Apeldoorn  |
| 60 m horden | 8,71 s    | 2 februari 2014  | Gemert     |

## Palmares

### 60 m
- 2021:  NK indoor - 7,38 s
- 2025:  NK indoor - 7,35 s

### 100 m
- 2014: 7e in serie WK U20 te Eugene – 12,14 s (0,0 m/s)
- 2016:  Recordwedstrijden te Hoorn – 11,86 s (-0,1 m/s)
- 2016: 4e NK – 11,64 s (+0,2 m/s)
- 2018:  NK – 11,63 s (-0,3 m/s)
- 2018: 6e in ½ fin. EK – 11,49 s (+0,1 m/s) (in serie 11,48 s)
- 2019: 6e FBK Games - 11,33 s (+1,7 m/s)
- 2020:  NK - 11,32 s (+1,2 m/s)
- 2021:  NK - 11,28 s (+1,2 m/s)
- 2024:  NK - 11,41 s (+1,2 m/s)
- 2025:  NK - 11,33 s (+1,0 m/s)

Diamond League-resultaten
- 2021:  Stockholm Bauhaus Athletics - 11,32 s (-1,3 m/s)
- 2021: 4e Müller Anniversary Games – 11,41 s (+1,5 m/s)
- 2021:  CITIUS Meeting Bern - 11,28 s (+0,6 m/s)
- 2025: 4e Athletissima (F2 nat.) - 11,71 s (-0,5 m/s)

### 200 m
- 2020:  NK - 23,04 s (+1,8 m/s)
- 2023:  NK - 23,31 s (-2,2 m/s)
- 2024:  NK indoor - 23,10 s
- 2024: 4e NK - 22,96 s (+1,9 m/s)
- 2025:  NK indoor - 23,32 s
- 2025:  NK - 23,20 s (+0,9 m/s)

Diamond League-resultaten
- 2021: 6e Stockholm Bauhaus Athletics - 23,28 s (-0,4 m/s)
- 2021:  Athletissima - 22,78 s (+2,5 m/s)
- 2021: 8e Weltklasse Zürich - 23,16 s (0,6 m/s)

### 4 x 100 m
- 2014: 3e in serie WK U20 – 45,29 s
- 2016:  EK – 42,04 s (NR)[2]
- 2018:  EK - 42,15 s
- 2019: 4e in serie WK - 43,01 s
- 2021:  World Athletics Relays - 44,10 s[3]
- 2021: DNF OS (in serie 42,81 s)
- 2023: DNF WK[4]
- 2024: 6e World Athletics Relays - 43,07 s (in serie 42,88 s)
- 2024:  EK - 42,46 s (in serie 42,39 s)
- 2024: 7e OS - 42,74 s (in serie 42,64 s)
- 2025:  EK landenteams First League in Madrid - 42,02 s (NR)

Diamond League-resultaten
- 2019:  Weltklasse Zürich, Zürich Trophy - 42,28 s
- 2023:  Athletissima - 43,18 s
- 2023:  London Grand Prix - 42,38 s
- 2023:  Weltklasse Zürich - 42,86 s
- 2024: 5e London Grand Prix - 42,50 s
- 2024:  Athletissima - 42,83 s
- 2024:  Weltklasse Zürich - 43,46 s
- 2025:  Athletissima - 42,60 s